# لیگ برتر فوتبال ایران ۸۴–۱۳۸۳
لیگ برتر فوتبال ایران ۸۴–۱۳۸۳ چهارمین دوره جام خلیج فارس و بیست و سومین دوره لیگ فوتبال ایران که توسط فدراسیون فوتبال ایران برگزار شد.
تیم فولاد خوزستان برای اولین بار قهرمان این دوره از رقابت‌ها شد و به مسابقات لیگ قهرمانان آسیا ۲۰۰۶ و مسابقات سوپر جام فوتبال ایران ۱۳۸۴ راه پیدا کرد.

## تیم‌ها بر پایه استان
| استان       | تعداد تیم‌ها | تیم‌ها                                                      |
| ----------- | ----------- | ---------------------------------------------------------- |
| تهران       | ۶           | استقلال ، پرسپولیس ، پاس تهران ، پیکان ، سایپا ، صبا باتری |
| خوزستان     | ۲           | فولاد ، استقلال اهواز                                      |
| اصفهان      | ۲           | سپاهان ، ذوب آهن                                           |
| فارس        | ۲           | فجر سپاسی ، برق شیراز                                      |
| گیلان       | ۲           | ملوان ، پگاه                                               |
| خراسان رضوی | ۱           | ابومسلم                                                    |
| مازندران    | ۱           | شموشک                                                      |

## جدول
| رتبه | تیم           | بازی | برد | مساوی | باخت | گل زده | گل خورده | گل تفاضل | امتیاز | صعود یا سقوط                                |
| ---- | ------------- | ---- | --- | ----- | ---- | ------ | -------- | -------- | ------ | ------------------------------------------- |
| ۱    | فولاد         | ۳۰   | ۱۹  | ۷     | ۴    | ۴۱     | ۲۰       | ۲۱+      | ۶۴     | صعود به مرحله گروهی لیگ قهرمانان آسیا ۲۰۰۶  |
| ۲    | ذوب‌آهن        | ۳۰   | ۱۷  | ۷     | ۶    | ۳۸     | ۱۹       | ۱۹+      | ۵۸     |                                             |
| ۳    | استقلال       | ۳۰   | ۱۶  | ۱۰    | ۴    | ۵۱     | ۳۵       | ۱۶+      | ۵۸     |                                             |
| ۴    | پرسپولیس      | ۳۰   | ۱۶  | ۷     | ۷    | ۴۳     | ۲۷       | ۱۶+      | ۵۵     |                                             |
| ۵    | استقلال اهواز | ۳۰   | ۱۲  | ۸     | ۱۰   | ۴۱     | ۳۵       | ۶+       | ۴۴     |                                             |
| ۶    | پاس           | ۳۰   | ۱۱  | ۹     | ۱۰   | ۴۹     | ۴۰       | ۹+       | ۴۲     |                                             |
| ۷    | ملوان         | ۳۰   | ۱۰  | ۱۱    | ۹    | ۳۴     | ۲۷       | ۷+       | ۴۱     |                                             |
| ۸    | ابومسلم       | ۳۰   | ۹   | ۱۱    | ۱۰   | ۳۳     | ۳۳       | ۰        | ۳۸     |                                             |
| ۹    | صبا           | ۳۰   | ۸   | ۱۱    | ۱۱   | ۳۸     | ۴۰       | ۲−       | ۳۵     | صعود به مرحله گروهی لیگ قهرمانان آسیا ۲۰۰۶۱ |
| ۱۰   | سپاهان        | ۳۰   | ۷   | ۱۴    | ۹    | ۳۰     | ۳۳       | ۳−       | ۳۵     |                                             |
| ۱۱   | فجر سپاسی     | ۳۰   | ۹   | ۸     | ۱۳   | ۲۴     | ۳۲       | ۸−       | ۳۵     |                                             |
| ۱۲   | برق شیراز     | ۳۰   | ۷   | ۱۲    | ۱۱   | ۳۴     | ۴۳       | ۹−       | ۳۳     |                                             |
| ۱۳   | سایپا         | ۳۰   | ۷   | ۱۰    | ۱۳   | ۲۴     | ۳۴       | ۱۰−      | ۳۱     |                                             |
| ۱۴   | شموشک         | ۳۰   | ۸   | ۷     | ۱۵   | ۲۶     | ۴۹       | ۲۳−      | ۳۱     |                                             |
| ۱۵   | پیکان         | ۳۰   | ۵   | ۹     | ۱۶   | ۲۲     | ۳۴       | ۱۲−      | ۲۴     | سقوط به لیگ آزادگان ۸۵–۱۳۸۴                 |
| ۱۶   | پگاه          | ۳۰   | ۳   | ۱۱    | ۱۶   | ۱۷     | ۴۵       | ۲۸−      | ۲۰     | سقوط به لیگ آزادگان ۸۵–۱۳۸۴                 |

| قهرمان لیگ برتر فوتبال ایران ۸۴–۸۳ |
| ---------------------------------- |
| فولاد خوزستان                      |
| اولین قهرمانی                      |

## جدول نتایج
Last updated Jun 21 2005
| میزبان ╲ میهمان | مسلم | برق | است | اهواز | ملو | شمک | پاس | پیک | پرس | پگا | صبا | سای | سپا | فول | فجر | ذوب |
| ابومسلم         |      | ۳–۲ | ۲–۳ | ۲–۲   | ۰–۰ | ۱–۰ | ۰–۱ | ۱–۰ | ۱–۰ | ۳–۰ | ۲–۳ | ۰–۱ | ۲–۱ | ۰–۰ | ۰–۱ | ۳–۲ |
| برق شیراز       | ۰–۰  |     | ۰–۳ | ۲–۰   | ۱–۰ | ۳–۱ | ۲–۱ | ۱–۱ | ۱–۲ | ۴–۱ | ۱–۰ | ۰–۰ | ۱–۰ | ۱–۱ | ۱–۲ | ۰–۰ |
| استقلال         | ۲–۲  | ۳–۲ |     | ۱–۱   | ۳–۱ | ۳–۰ | ۲–۱ | ۲–۱ | ۳–۲ | ۲–۰ | ۳–۱ | ۴–۳ | ۲–۲ | ۱–۲ | ۲–۱ | ۰–۳ |
| استقلال اهواز   | ۳–۲  | ۱–۱ | ۲–۲ |       | ۰–۱ | ۶–۰ | ۲–۱ | ۲–۱ | ۱–۱ | ۱–۰ | ۱–۰ | ۱–۰ | ۱–۱ | ۳–۱ | ۳–۰ | ۱–۲ |
| ملوان           | ۱–۱  | ۱–۱ | ۰–۰ | ۱–۰   |     | ۱–۱ | ۰–۰ | ۱–۰ | ۱–۲ | ۳–۰ | ۲–۰ | ۵–۰ | ۰–۱ | ۱–۲ | ۳–۰ | ۰–۰ |
| شموشک نوشهر     | ۰–۲  | ۲–۱ | ۰–۱ | ۰–۳   | ۱–۲ |     | ۱–۱ | ۱–۰ | ۰–۱ | ۰–۰ | ۲–۲ | ۱–۰ | ۲–۱ | ۲–۱ | ۱–۰ | ۱–۰ |
| پاس             | ۱–۱  | ۵–۱ | ۱–۲ | ۱–۱   | ۳–۲ | ۴–۲ |     | ۰–۰ | ۱–۱ | ۳–۱ | ۲–۳ | ۳–۰ | ۲–۳ | ۱–۱ | ۱–۰ | ۲–۲ |
| پیکان           | ۱–۰  | ۰–۰ | ۰–۱ | ۲–۱   | ۲–۱ | ۲–۲ | ۰–۲ |     | ۰–۱ | ۰–۰ | ۱–۱ | ۰–۰ | ۱–۲ | ۰–۱ | ۱–۲ | ۰–۱ |
| پرسپولیس        | ۳–۲  | ۱–۱ | ۰–۰ | ۲–۰   | ۱–۲ | ۲–۱ | ۲–۱ | ۲–۱ |     | ۶–۰ | ۱–۰ | ۱–۰ | ۱–۲ | ۰–۲ | ۵–۱ | ۱–۰ |
| پگاه گیلان      | ۰–۰  | ۲–۱ | ۱–۲ | ۱–۰   | ۲–۲ | ۰–۱ | ۲–۲ | ۲–۳ | ۰–۱ |     | ۱–۱ | ۰–۱ | ۱–۱ | ۰–۲ | ۰–۲ | ۰–۰ |
| صبا باتری       | ۰–۰  | ۴–۴ | ۱–۱ | ۰–۰   | ۲–۰ | ۳–۰ | ۴–۳ | ۲–۲ | ۰–۰ | ۰–۰ |     | ۱–۲ | ۲–۱ | ۰–۰ | ۰–۱ | ۱–۲ |
| سایپا           | ۰–۰  | ۱–۱ | ۰–۰ | ۳–۱   | ۰–۰ | ۱–۱ | ۱–۳ | ۰–۰ | ۰–۱ | ۰–۰ | ۱–۲ |     | ۱–۲ | ۱–۲ | ۱–۰ | ۱–۰ |
| سپاهان          | ۱–۱  | ۲–۰ | ۲–۲ | ۰–۱   | ۱–۱ | ۱–۱ | ۰–۱ | ۱–۲ | ۰–۰ | ۱–۱ | ۱–۰ | ۱–۴ |     | ۱–۱ | ۰–۰ | ۰–۱ |
| فولاد           | ۱–۰  | ۴–۰ | ۱–۰ | ۲–۰   | ۱–۱ | ۳–۱ | ۲–۱ | ۱–۰ | ۳–۱ | ۲–۱ | ۱–۰ | ۲–۱ | ۰–۰ |     | ۱–۰ | ۰–۱ |
| فجر سپاسی       | ۴–۱  | ۱–۱ | ۰–۰ | ۱–۲   | ۰–۱ | ۲–۱ | ۰–۱ | ۲–۱ | ۰–۰ | ۰–۱ | ۳–۲ | ۱–۱ | ۰–۰ | ۰–۱ |     | ۰–۰ |
| ذوب‌آهن          | ۰–۱  | ۱–۰ | ۳–۱ | ۳–۱   | ۲–۰ | ۲–۰ | ۲–۰ | ۱–۰ | ۳–۲ | ۱–۰ | ۲–۳ | ۱–۰ | ۱–۱ | ۲–۰ | ۰–۰ |     |

منبع: http://www.iplstats.com/
۱تیمهای میزبان در جدول عمودی و میهمان در جدول افقی.
رنگ ها: آبی = برد در خانه خود; زرد = مساوی; قرمز = باخت در خانه خود.

## آمار بازیکنان

### گلزنان
| نام بازیکن     |    | تیم           |
| -------------- | -- | ------------- |
| رضا عنایتی     | ۲۰ | استقلال       |
| رسول خطیبی     | ۱۴ | سپاهان        |
| فریدون فضلی    | ۱۴ | ابومسلم       |
| ایمان مبعلی    | ۱۲ | فولاد         |
| علی دایی       | ۱۱ | صبا باتری     |
| جواد کاظمیان   | ۹  | پرسپولیس      |
| ایمان رزاقی‌راد | ۹  | پاس           |
| جواد نکونام    | ۹  | پاس           |
| آرش برهانی     | ۹  | پاس           |
| حجت زادمحمود   | ۸  | استقلال اهواز |
| مهدی رجب زاده  | ۸  | ذوب آهن       |
| سهراب انتظاری  | ۸  | پرسپولیس      |
| مهرداد اولادی  | ۸  | پرسپولیس      |

## داوران
| #  | داوران           | تعداد قضاوت در این فصل |
| -- | ---------------- | ---------------------- |
| ۱  | فریدون اصفهانیان | ۲۵                     |
| ۲  | رحیم رحیمی‌مقدم   | ۲۲                     |
| ۳  | محسن ترکی        | ۲۱                     |
| ۴  | مسعود مرادی      | ۲۰                     |
| ۵  | خداداد افشاریان  | ۱۸                     |
| ۶  | هدایت ممبینی     | ۱۸                     |
| ۷  | علی خسروی        | ۱۷                     |
| ۸  | محسن قهرمانی     | ۱۶                     |
| ۹  | محمود رفیعی      | ۱۴                     |
| ۱۰ | ایرج نظری        | ۱۲                     |
| ۱۱ | نوید مظفری       | ۱۱                     |
| ۱۲ | حسن نوشه‌ور       | ۱۰                     |

| #  | داوران          | تعداد قضاوت در این فصل |
| -- | --------------- | ---------------------- |
| ۱۳ | حسین یدی        | ۸                      |
| ۱۴ | فرج‌اله یثربی    | ۸                      |
| ۱۵ | سیامک بخشی      | ۶                      |
| ۱۶ | سعید بطحایی     | ۳                      |
| ۱۷ | البرز حاجی‌پور   | ۲                      |
| ۱۸ | سعادت باغبان    | ۱                      |
| ۱۹ | والنتین ایوانف  | ۱                      |
| ۲۰ | حسین نجاتی      | ۱                      |
| ۲۱ | فلورین میر      | ۱                      |
| ۲۲ | شاهین حاج‌بابایی | ۱                      |
| ۲۳ | جلال مرادی      | ۱                      |